# Xiao Hong
Zhang Naiying (xinès simplificat: 张乃莹, pinyin: Zhāng Nǎiyíng), àlies Qiao Yin o Xiao Hong (xinès tradicional: 蕭紅, xinès simplificat: 萧红, pinyin: Xiāo Hóng; Hulan, Harbin, Heilongjiang, 2 de juny de 1911 - Hong Kong, 22 de gener de 1942) fou una escriptora xinesa nascuda durant la dinastia Qing.
La seva mare va morir quan era nena i no es portava bé amb el seu pare; l'únic familiar amb qui va mantenir una relació estreta va ser la seva àvia, a qui descrivia com una bona persona. Va tenir una infància trista, va assistir al col·legi a Harbin i el 1939 va fugir a Pequín per evitar un matrimoni concertat, encara que més tard la seguiria el seu promès Wang Dianjia, que la va abandonar embarassada en un hotel el 1932, on gairebé va ser venuda a un bordell.
Va buscar ajuda en un publicista local, Xiao Jun, que la va refugiar durant una crescuda del riu Songhua. Des de llavors van viure junts i va començar a publicar les seves primeres obres.
Al juny de 1934, la parella es va mudar a Qingdao, on, després de tres mesos, l'escriptora va escriure Sheng si Chang (Camp de vida i mort), que va rebre molt bones crítiques. El mateix any, Xiao Hong i Xiao Jun van completar la col·lecció d'assajos autobiogràfics titulada Carrer del mercat, on van viure a Harbin. El 1936, es van mudar a Tòquio, on va seguir escrivint assajos.
Més tard, el 1938, mentre vivien a Xi’an, va trencar amb Xiao Jun i es va casar amb Duanwu Hongliang a Wuhan, amb qui es va establir a Hong Kong, on va morir tràgicament durant el conflicte bèl·lic el 22 de gener de 1942.